# Íman

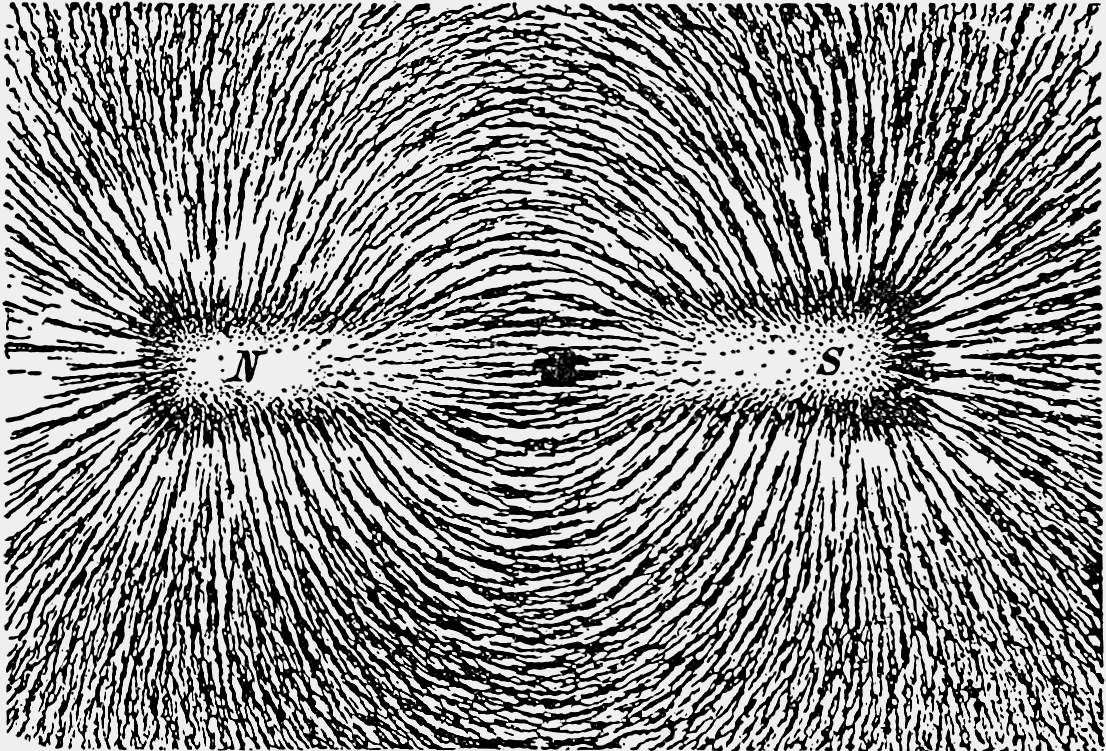
A limalha de ferro ilustra as direcções do campo magnético em torno de um íman.

O íman (português europeu) ou ímã (português brasileiro) , chamado ainda de magneto, é um objecto que provoca um campo magnético à sua volta.
Um íman permanente é feito de um material ferromagnético. As suas propriedades magnéticas são causadas pelo spin dos eletrões que se encontram no interior da matéria.
Um íman é um dipolo, tem sempre dois polos, "norte" e "sul". Por definição, o polo sul de um íman é o que é atraído pelo polo norte magnético da Terra.
Os dipolos não podem ser separados. Se um íman for dividido ao meio, obtêm-se dois ímanes menores, cada um com um polo norte e um polo sul.
Um eletroíman é um íman que se baseia em campos magnéticos gerados por cargas em movimento. Ou seja, uma peça de liga de ferro, com um fio enrolado, por onde corre energia elétrica.

## Tipos de ímanes
Os ímanes podem ser naturais ou artificiais, e permanentes ou temporais.
Um íman natural é um mineral com propriedades magnéticas, como a Magnetita, que é um óxido de Ferro (Fe3O4).
Um íman de neodímio-ferro-boro é um poderoso íman feito a partir de uma combinação de neodímio, ferro e boro — Nd2Fe14B. Esses ímanes são muito poderosos em comparação à sua massa, mas também são mecanicamente frágeis e perdem seu magnetismo em temperaturas acima de 120 °C.
Um íman artificial é um corpo de material ferromagnético que é submetido a um intenso campo magnético; por fricção com um íman natural ou pela ação de correntes elétricas (eletromagnetismo) adquire propriedades magnéticas.
Um íman permanente é feito de aço magnetizado (ferro com alto teor de carbono), a fim de manter permanentemente seu poder magnético. Também é utilizado alnico ou ferrite em alguns casos. No entanto, uma forte descarga elétrica, um impacto de grande magnitude, ou uma aplicação de uma elevada quantidade de calor podem causar perda de força magnética do íman. A altas temperaturas, os ímanes permanentes perdem seu magnetismo temporariamente, readquirindo quando são resfriados.
Um íman temporal é temporariamente magnetizado por uma fonte de ondas eletromagnéticas. Quando a emissão dessas ondas cessa, o íman temporal deixa de possuir seu campo magnético. Esses ímanes são feitos com matérias paramagnéticas (normalmente ferro com baixo teor de carbono). Por isso, quando o campo magnético é removido, o movimento Browniano rompe o alinhamento magnético do íman temporal.
Um eletroíman é uma bobina (ou uma espira) por onde circula uma corrente elétrica, gerando um campo magnético. O eletroíman é uma espécie de íman temporal, pois seu campo magnético acaba quando é interrompida a passagem da corrente elétrica pela bobina.

### Ímanes de Ferrite ou Cerâmica

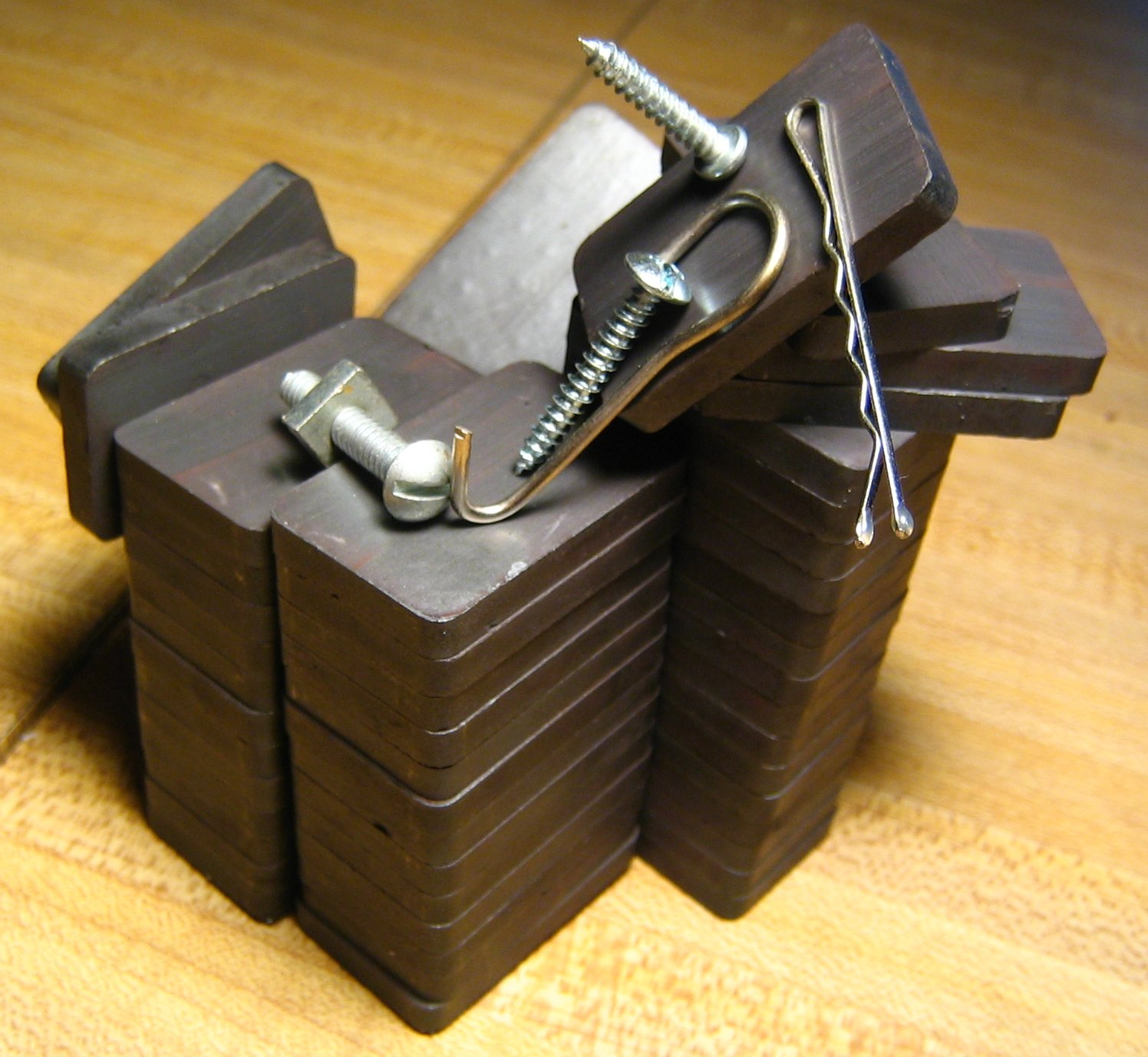
Ímanes de ferrite.

São feitos de um composto poroso de óxido de ferro em pó, bário e de carbonato de estrôncio. Devido ao baixo custo dos materiais, e dos métodos de fabricação, este tipo de íman é o mais barato do mercado, sendo muito utilizado em componentes eletrônicos (como em pequenos motores por exemplo). São produzidos em grandes quantidades e em vários formatos diferentes; frágeis, devem ter o mesmo cuidado que é dado a outros materiais cerâmicos.

### Ímanes de Alnico
Os ímanes de alnico são feitos por vazamento, ou sinterização de uma combinação de alumínio, níquel e cobalto com ferro, junto a pequenas quantidades de outros elementos adicionados para melhorar as propriedades do íman. A sinterização oferece características mecânicas superiores, que proporcionam maior intensidade de campos magnéticos e permite a concepção de variadas formas.

## Polos magnéticos de um íman
Externamente, as forças de atração magnética de um imã manifestam-se com maior intensidade nas suas extremidades. Por isso, as extremidades dos ímanes são denominadas de polos magnéticos.
Cada um dos polos apresenta propriedades magnéticas específicas. Eles são denominados de polo sul e polo norte.
Uma vez que as forças magnéticas dos ímanes são mais concentradas nos polos, é possível concluir que a intensidade dessas propriedades decresce para o centro do íman.
Na região central do íman, estabelece-se uma linha onde as forças de atração magnética do polo sul e do polo norte são iguais e se anulam. Essa linha é denominada de linha neutra é, portanto, a linha divisória entre os polos do íman.

### Inseparabilidade dos polos
Os ímanes têm uma característica: por mais que se divida um íman em partes menores, as partes sempre terão um polo norte e um polo sul. Esta propriedade é denominada de inseparabilidade dos polos.

### Interação entre ímanes
Quando os polos magnéticos de dois ímanes estão próximos, as forças magnéticas dos dois ímanes reagem entre si de forma singular. Se dois polos magnéticos diferentes forem aproximados (norte de um, com sul de outro), haverá uma atração entre os dois ímanes.
Se dois polos magnéticos iguais forem aproximados (por exemplo, norte de um próximo ao norte do outro), haverá uma repulsão entre os dois. Isso é baseado numa lei bastante conhecida da física onde: forças diferentes se atraem e forças iguais se repelem.

## Campo magnético - linhas de força
O espaço em redor do íman, em que existe atuação das forças magnéticas, é chamado de campo magnético. Os efeitos de atração ou repulsão entre dois ímanes, ou de atração de um íman sobre os materiais ferrosos devem-se à existência desse campo magnético.
Como artifício para estudar esse campo magnético, admite-se a existência de linhas de força magnéticas ao redor do íman. Essas linhas são invisíveis, mas podem ser visualizadas com o auxílio de um recurso. Colocando-se por exemplo um íman sob uma lâmina de vidro, e espalhando limalha de ferro sobre essa lâmina, as limalhas se orientam conforme as linhas de força magnética.
O formato característico das limalhas sobre o vidro, denominado de espectro magnético, é representado na ilustração ao lado.
Essa experiência mostra também a maior concentração de limalhas na região dos polos do íman. Isso é devido à maior intensidade de magnetismo nas regiões polares, pois aí se concentram as linhas de forças.
Com o objetivo de padronizar os estudos ao magnetismo e às linhas de força de um campo magnético se dirigem do polo norte para o polo sul.

### Campo magnético uniforme
Campo magnético uniforme é aquele em que o vetor de indução magnética B tem o mesmo módulo, a mesma direção e o mesmo sentido em todos os pontos do meio, homogêneo por hipótese.

## Fluxo da indução magnética
Fluxo da indução magnética é a quantidade total de linhas de um íman que constituem o campo magnético. É representado graficamente pela letra grega Φ (lê se "fi").
O fluxo da indução magnética é uma grandeza e, como tal, pode ser medido. No SI (Sistema Internacional de Medidas), sua unidade de medida é o Weber (Wb). No Sistema CGS de medidas, sua unidade é o Maxwell (Mx).
Para transformar weber em maxwell, usa-se a seguinte relação: 1 Mx = 10-³ Wb

## Origem do magnetismo
O magnetismo origina-se na organização atômica dos materiais. Cada molécula de um material é um pequeno íman natural, denominado de íman molecular ou domínio. 
Quando, durante a formação de um material, as moléculas se orientam em sentidos diversos, os efeitos magnéticos dos ímanes moleculares se anulam, resultando em um material sem magnetismo natural.
Se, durante a formação do material, as moléculas assumem uma orientação única ou predominante, os efeitos magnéticos de cada íman molecular se somam, dando origem a um íman com propriedades magnéticas naturais.
Na fabricação de ímanes artificiais, as moléculas desordenadas de um material sofrem um processo de orientação a partir de forças externas.

## Obras de referência
- «Articles, tutorials and other educational information about magnets» (em inglês). . National High Magnetic Field Laboratory
- «Magnetic units are discussed here» (em inglês)
- «Kids Konnect - Magnets» (em inglês)